# 阿斯克沃爾
阿斯克沃爾是挪威韦斯特兰郡的市鎮，位於該國西南部，其行政中心为阿斯克沃爾村，面積326平方公里，人口3,011（2020年），人口密度为每平方公里9.6人。

## 外部連結
- Google map showing Askvoll （页面存档备份，存于）